# Esko Keinänen
Esko Keinänen (3. listopadu 1935 – 4. ledna 1975) byl finský automobilový závodník. V roce 1959 získal s vozem Peugeot 403 titul finského národního šampiona v rally. V letech 1961–63 závodil s vozy Škoda Octavia za tovární tým Škoda Motorsport, se kterými dvakrát vyhrál svou třídu na slavné Rallye Monte Carlo 1961 a Rallye Monte Carlo 1962.
Zemřel v roce 1975 po srdeční příhodě ve věku 40 let.